# Suzlon Energy
Suzlon Energy este o companie producătoare de energie electrică eoliană din India. În mai 2009, Suzlon Energy era a 5-a companie mondială de profil, având un numar de 14.000 de angajați, și puncte de producție în India, China, Belgia, Germania și Statele Unite ale Americii. Cartierul general pentru operațiunile derulate în Europa se află în Danemarca. Suzlon Energy a fost înființată în anul 1995 în India, fiind producătorul numărul 1 pe această piață, începând cu anul 2000.

## Istorie
În 1995, fondatorul Tulsi Tanti conducea o companie textilă cu 20 de angajați. Din cauza disponibilității neregulate a energiei electrice la nivel local și a costurilor în creștere ale acesteia, cea mai mare cheltuială a întreprinderii, după materiile prime, era energia electrică. De asemenea, costul energiei electrice anula orice profit realizat de companie. După ce a furnizat energie electrică pentru propria companie, Tanti a trecut la producția de energie eoliană ca o modalitate de a asigura necesarul de energie al companiei de textile și a fondat Suzlon Energy.
Suzlon a adoptat un model de afaceri în care clienții erau responsabili pentru 25% din investiția inițială de capital, iar Suzlon asigura restul de 75% sub formă de împrumut. Inițial, băncile au ezitat să finanțeze împrumuturi pentru acest model, dar, până în 2008, multe bănci indiene au început să finanțeze proiecte de energie eoliană pentru clienții Suzlon.
În 2001, Tanti a vândut afacerea textilă; Suzlon a fost în continuare condusă în mod activ de Tulsi Tanti, care în prezent deținea funcția de președinte al Suzlon Group. În 2003, Suzlon a primit prima sa comandă în SUA de la DanMar & Associates pentru furnizarea a 24 de turbine în sud-vestul statului Minnesota. Tot în 2003, Suzlon a înființat un birou la Beijing.